# Alfred Spencer-Churchill
Alfred Spencer-Churchill (24 avril 1824-21 septembre 1893) est un homme politique conservateur britannique.

## Biographie
Spencer-Churchill est le fils de George Spencer-Churchill (6e duc de Marlborough) et de Lady Jane Stewart, fille de George Stewart (8e comte de Galloway). Il sert comme officier dans l'Oxfordshire Yeomanry, devenant finalement lieutenant-colonel.
Il est député de Woodstock entre 1845 et 1847 et de nouveau de 1857 à 1865. Il est également juge de paix et lieutenant adjoint de l'Oxfordshire.
Il épouse Harriet Louisa Hester Gough-Calthorpe, fille de Frederick Gough (4e baron Calthorpe) et Charlotte Sophia Somerset, le 5 février 1857. Ensemble, ils ont quatre enfants. Sa tombe marquée est située à l'église St Mary, Stanford on Teme, Worcestershire.